# Цзін Хао
Цзін Хао (*855 — †915) — відомий китайський художник часів династії Тан та епохи П'яти династій.

## Життєпис
Народився у 855 році у повіті Бішуй (сучасний повіт Цзіюань) провінції Хенань. Найбільш повні відомості про життя і творчість Цзін Хао передані у трактаті з історії живопису «Записки про живопис: що бачив і чув» Го Жо-Сюя, згідно з яким цей майстер почав займатися живописом ще при імперії Тан, а після її падіння, деякий час провів у самоті, оселившись в ущелині Хун гірського масиву Тайханшань (на кордоні сучасних провінцій Шеньсі й Хебей). Але й тоді він продовжував користуватися широкою популярністю серед сучасників і виховувати численних учнів.
Згодом Цзін Хао повернувся до діяльності професійного живописця, у 907 році зайнявши посаду при дворі держави Пізня Лян (907—923) епохи П'яти династій.

## Творчість
Відомі одиничні збережені копії картин Цзін Хао. Відомим є сувій «Гори Куанлу», інший варіант перекладу назви — «Гірський пейзаж». Він наслідував академічному пейзажному живопису епохи Тан. Створював грандіозні гірські панорами. Зокрема, на картині «Гори Куанлу» відтворений урочисто—застиглий гірський масив, який, гублячись в зеленому тумані, справляє враження неприступної фортеці, спорудженої самою природою. Долина у пахучих горах, ледве помітні нитки водоспаду, що простягнулися вниз з запаморочливої висоти, крихітні дерева на схилах і вершинах піків — типові деталі танського пейзажу. При цьому Цзін Хао домагається більшого, ніж попередні майстри, емоційного ефекту і композиційної єдності сувою.

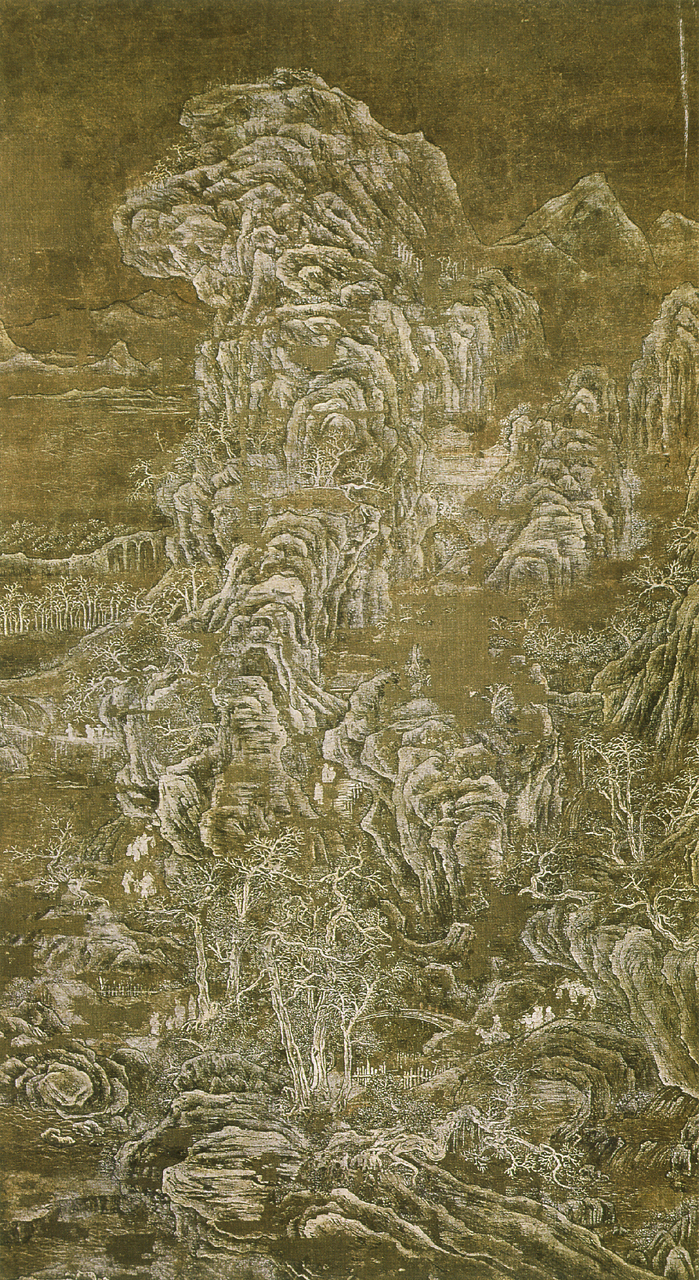
«Подорож у засніжані гори»

Незважаючи на мізерність матеріальних свідчень творчості Цзін Хао його визнано засновником особливого стилістичного напряму у китайському пейзажному живописі — шань-шуй (山水, «живопис й зображення гір і вод»). Цей напрямок, що зайняв провідне місце у академічному (офіційному) мистецтві епохи Північна Сун, отримало у пізніших теоретиків назву «північний» пейзаж.

Головна теоретична праця Цзін Хао — трактат «Записи про закони пензля», інший варіант перекладу назви — «Нотатки про прийоми малювання пензлем», належfть до числа найважливіших творів, що розкривають принципи традиційної китайської естетики. Він являє собою невеликий за обсягом, але надзвичайно багатий за змістом твір, написаний у формі діалогу між юним художником і таємничим старцем, який відповідає на питання про сутність живописної творчості, його природу, функції та критерії оцінки. Відштовхуючись від «шести законів», Цзін Хао формулює нові принципи живопису, позначені ним як «шість цінностей», під якими розуміються: «духовність» (ци, твори, обумовлені природним талантом, ступенем досконалості особистості, моральними якостями і емоційно-психічним станом); «думка» (сі, тобто творчий задум, який визначає зміст твору); «ритм» (юнь, зовнішня досконалість твору, який конкретизується у трьох інших «цінності» — «природності» (цзін), «пензлі для письма» (би) і «туші» (мо), причому останні два відносяться безпосередньо до техніки малювання.
Центром теоретичних побудов Цзін Хао виступає проблема співвідношення змістовного та формального плану живописного твору, а їх метою стає утвердження потрійної природи мальовничої творчості. Запропоновані в трактаті критерії та оцінки збудовані у чіткому ієрархічному порядку і спираються на п'ять природних категорій: «душевність» (шень), «витонченість» (мяо), «оригінальність» (ци), «майстерність» (цяо) і «умілість» (нен).
«Майстерність» й «умілість» визначають нижчий рівень живописного творчості, передаючи професійні навички живописця, завдяки яким він здатний лише «копіювати зовнішні форми». Вищим можливим досягненням у цьому випадку Цзін Хао вважає зовнішню естетичну досконалість твору — його «красу» (мей). Мей є невід'ємною ознакою професіоналізму художника: «майстерний живописець викроює і зливає воєдино шматочки краси». Але в разі роботи ремісника, вона може обернутися недоліком картини — її «барвистістю» (хуа).
«Оригінальність», ци, знаменує собою наступний рівень живописного творчості, що характеризується проявом індивідуальності художника, який, отримавши необхідні знання та навички, здатний створювати власний творчий стиль, висловлюючи в ньому особисте сприйняття та поточний настрій. На думку Цзін Хао, живописець цього мистецького рівня має право на творчу свободу і експерименти: він вільний працювати, за словами автора, «широкими мазками, які не відповідають реальним образам, і створювати дивні й ні на що не схожі зображення». Однак, «якщо у художника є пензель, але немає думки», то оригінальність теж обертається вадою твору, його показною екстравагантністю.
«Витонченість» (інші переклади та тлумачення категорії мяо — «чудово», «таємничість») висловлює оптимальне поєднання майстерності, індивідуальності і духовності живописця.
«Душевність», шень, є вищий рівень живописного творчості, на якому «небесне натхнення підноситься високо» і «думки знаходяться в гармонії з духом». Такий рівень доступний лише художнику, який «збагнув природу всього сущого між небом і землею, і образи немов би самі собою сходять з його пензля, відгукуючись життєвій правді».